# Saint-Martory
Saint-Martory è un comune francese di 888 abitanti situato nel dipartimento dell'Alta Garonna nella regione dell'Occitania.

## Società

### Evoluzione demografica
Abitanti censiti